# Tchéquie au Concours Eurovision de la chanson
La Tchéquie participe au Concours Eurovision de la chanson, depuis sa cinquante-deuxième édition, en 2007, et ne l'a encore jamais remporté.

## Participation
Le pays participe depuis 2007 et a manqué cinq éditions du concours : en 2010, 2011, 2012, 2013 et 2014. Entre 2010 et 2014, la Tchéquie décida en effet de se retirer pour des motifs financiers.
Depuis ses débuts, la Tchéquie n'a participé qu'à cinq finales du Concours : en 2016, 2018, 2019, 2022 et 2023.
De 2007 à 2022, le pays participe sous le nom de « République tchèque », soit « Czech Republic » en anglais. Depuis 2016, les institutions gouvernementales privilégient désormais la dénomination courte  « Tchéquie ». L'Union européenne de radio-télévision suit le mouvement à partir de 2023, lors de la 67e édition du concours.

## Résultats
Le meilleur classement du pays demeure la sixième place en finale de Mikolas Josef, en 2018.
La Tchéquie a terminé à deux reprises à la dernière place en demi-finale : en 2007 et 2009, écopant pour cette dernière fois d’un nul point.
La Tchéquie fait partie des huit pays participants à avoir terminé à la dernière place lors de leurs débuts, avec l'Autriche (en 1957), Monaco (en 1959), le Portugal (en 1964), Malte (en 1971), la Turquie (en 1975), la Lituanie (en 1994) et Saint-Marin (en 2008).

## Représentants
| Édition                 | Année | Artiste(s)                        | Chanson            | Langue(s)                            | Traduction française     | Finale                                                 | Finale                                                 | Demi-finale                                            | Demi-finale                                            |
| Édition                 | Année | Artiste(s)                        | Chanson            | Langue(s)                            | Traduction française     | Place                                                  | Points                                                 | Place                                                  | Points                                                 |
| ----------------------- | ----- | --------------------------------- | ------------------ | ------------------------------------ | ------------------------ | ------------------------------------------------------ | ------------------------------------------------------ | ------------------------------------------------------ | ------------------------------------------------------ |
| 52e                     | 2007  | Kabát                             | Malá dáma          | Tchèque                              | Petite dame              |                                                        |                                                        | 28                                                     | 01                                                     |
| 53e                     | 2008  | Tereza Kerndlová                  | Have Some Fun      | Anglais                              | Amuse-toi bien           |                                                        |                                                        | 18                                                     | 09                                                     |
| 54e                     | 2009  | Gipsy.cz                          | Aven Romale        | Anglais, romani                      | Venez les Roms           |                                                        |                                                        | 18                                                     | 00                                                     |
| Retrait de 2010 à 2014. |       |                                   |                    |                                      |                          |                                                        |                                                        |                                                        |                                                        |
| 60e                     | 2015  | Marta Jandová & Václav Noid Bárta | Hope Never Dies    | Anglais                              | L'espoir ne meurt jamais |                                                        |                                                        | 13                                                     | 33                                                     |
| 61e                     | 2016  | Gabriela Gunčíková                | I Stand            | Anglais                              | Je suis debout           | 25                                                     | 41                                                     | 09                                                     | 161                                                    |
| 62e                     | 2017  | Martina Bárta                     | My Turn            | Anglais                              | Mon tour                 |                                                        |                                                        | 13                                                     | 83                                                     |
| 63e                     | 2018  | Mikolas Josef                     | Lie to Me          | Anglais                              | Mens moi                 | 06                                                     | 281                                                    | 03                                                     | 232                                                    |
| 64e                     | 2019  | Lake Malawi                       | Friend of a Friend | Anglais                              | L'ami d'un ami           | 11                                                     | 157                                                    | 02                                                     | 242                                                    |
| 65e                     | 2020  | Benny Cristo                      | Kemama             | Anglais                              | -                        | Concours annulé à la suite de la pandémie de COVID-19. | Concours annulé à la suite de la pandémie de COVID-19. | Concours annulé à la suite de la pandémie de COVID-19. | Concours annulé à la suite de la pandémie de COVID-19. |
| 65e                     | 2021  | Benny Cristo                      | Omaga              | Anglais, tchèque                     | Oh, mon Dieu             |                                                        |                                                        | 15                                                     | 23                                                     |
| 66e                     | 2022  | We Are Domi                       | Lights Off         | Anglais                              | Lumières éteintes        | 22                                                     | 38                                                     | 04                                                     | 227                                                    |
| 67e                     | 2023  | Vesna                             | My Sister's Crown  | Ukrainien, anglais, tchèque, bulgare | La couronne de ma sœur   | 10                                                     | 129                                                    | 04                                                     | 110                                                    |
| 68e                     | 2024  | Aiko                              | Pedestal           | Anglais                              | Piédestal                |                                                        |                                                        | 11                                                     | 38                                                     |
| 69e                     | 2025  | ADONXS                            | Kiss Kiss Goodbye  | Anglais                              | Bisous bisous au revoir  |                                                        |                                                        | 12                                                     | 29                                                     |

- Première place
- Deuxième place
- Troisième place
- Dernière place

 Qualification automatique en finale
 Élimination en demi-finale

## Galerie

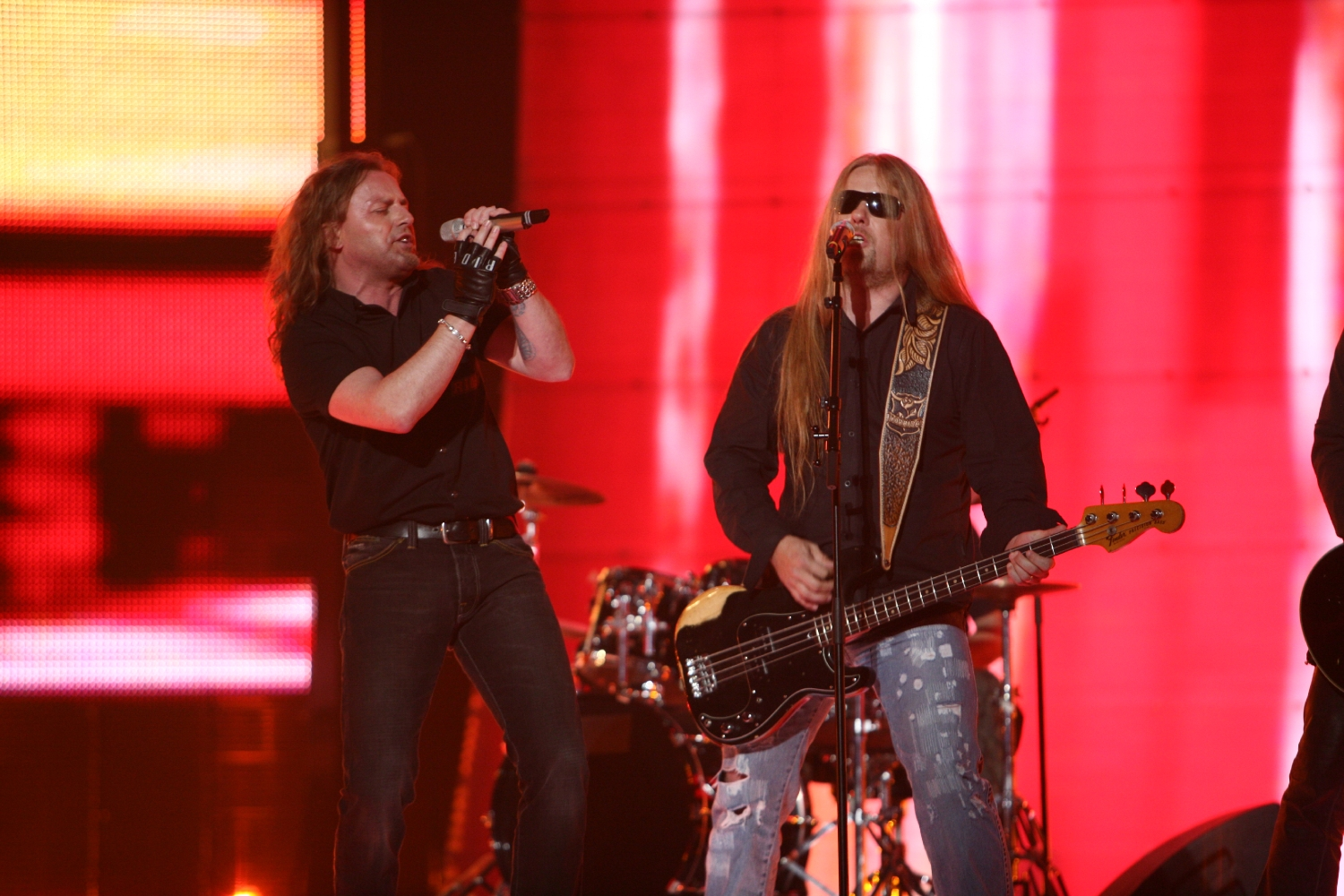
Kabát à Helsinki (2007)
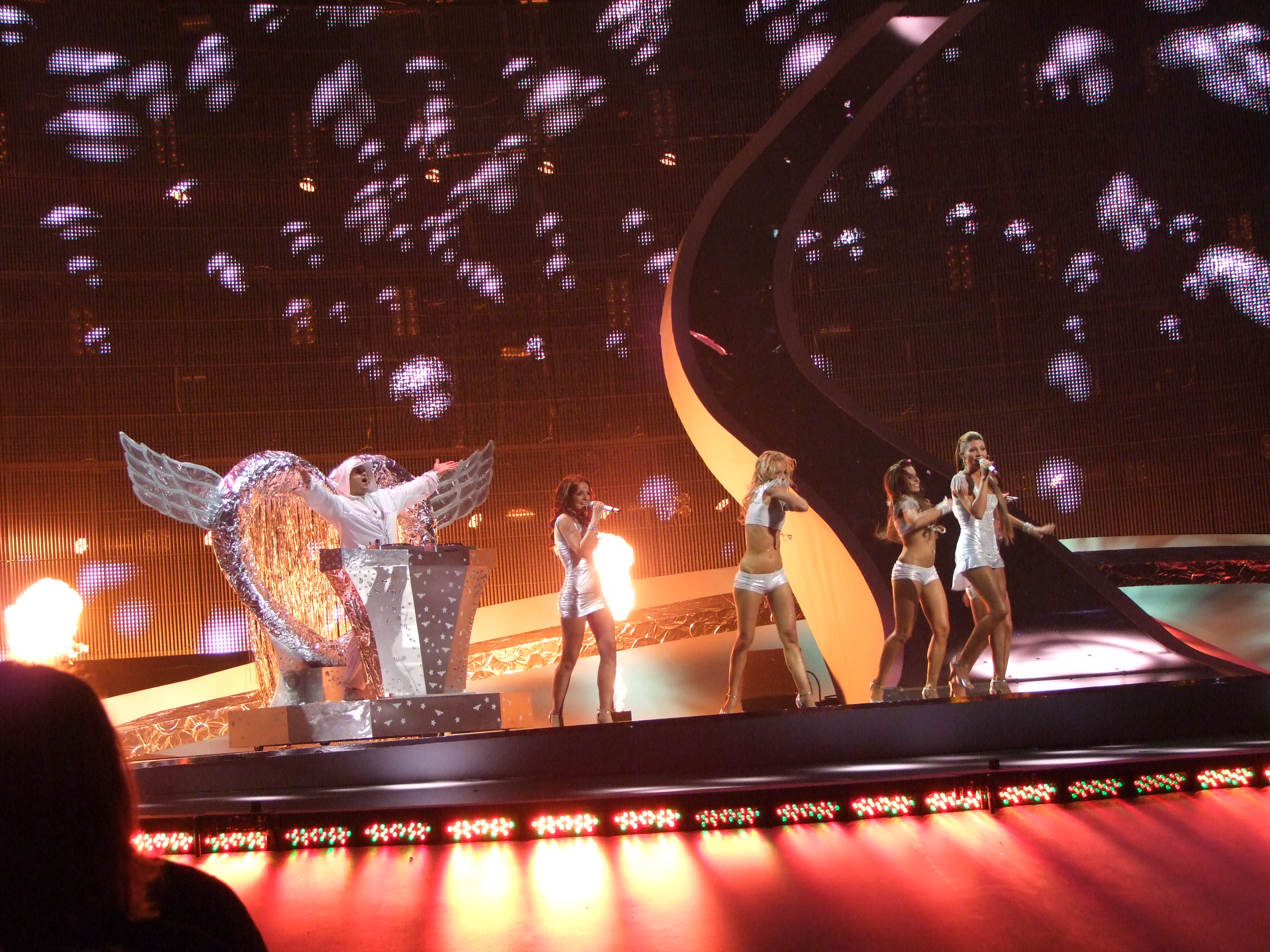
Tereza Kerndlová à Belgrade (2008)
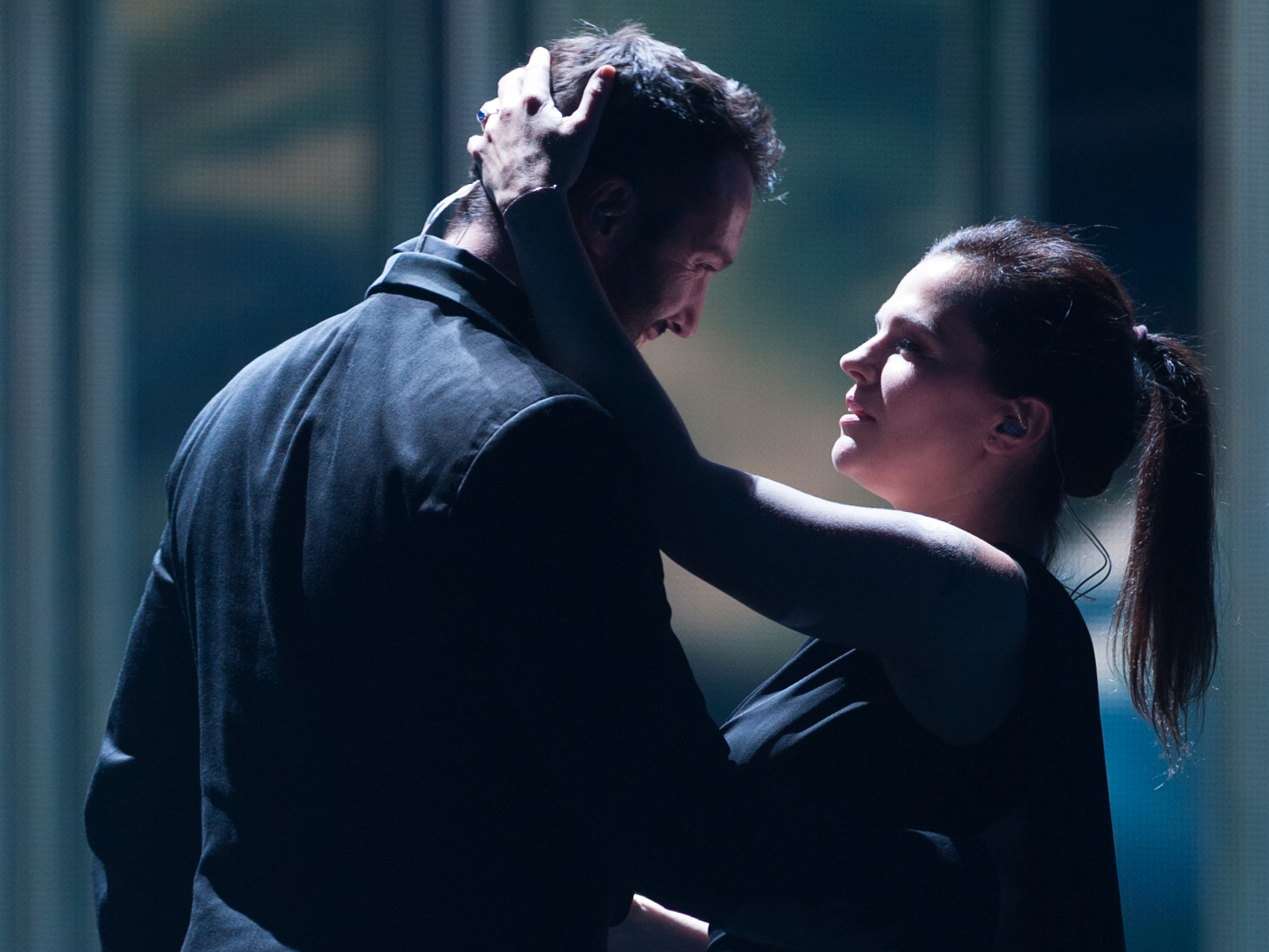
Marta Jandová & Václav Noid Bárta à Vienne (2015)
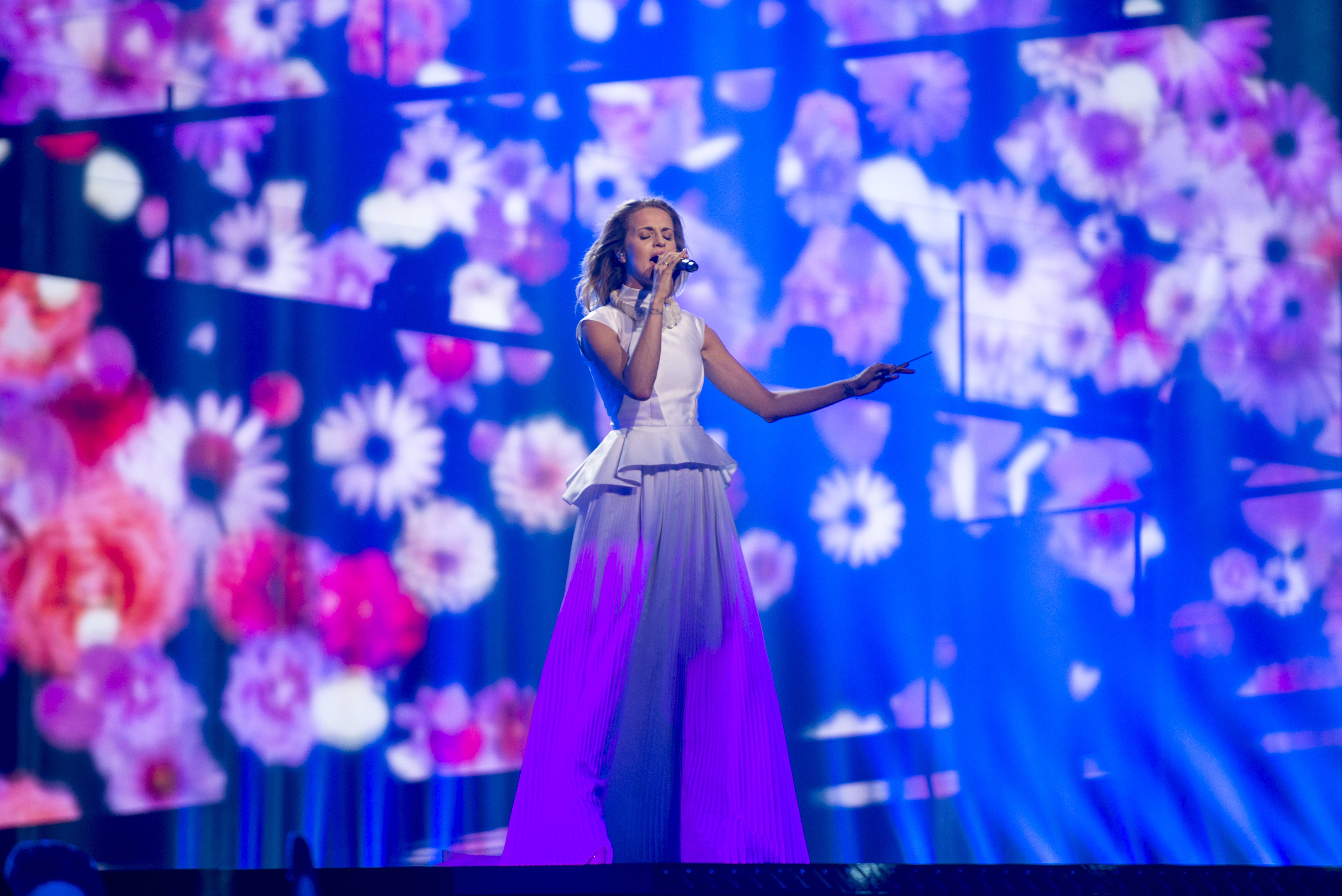
Gabriela Gunčíková à Stockholm (2016)
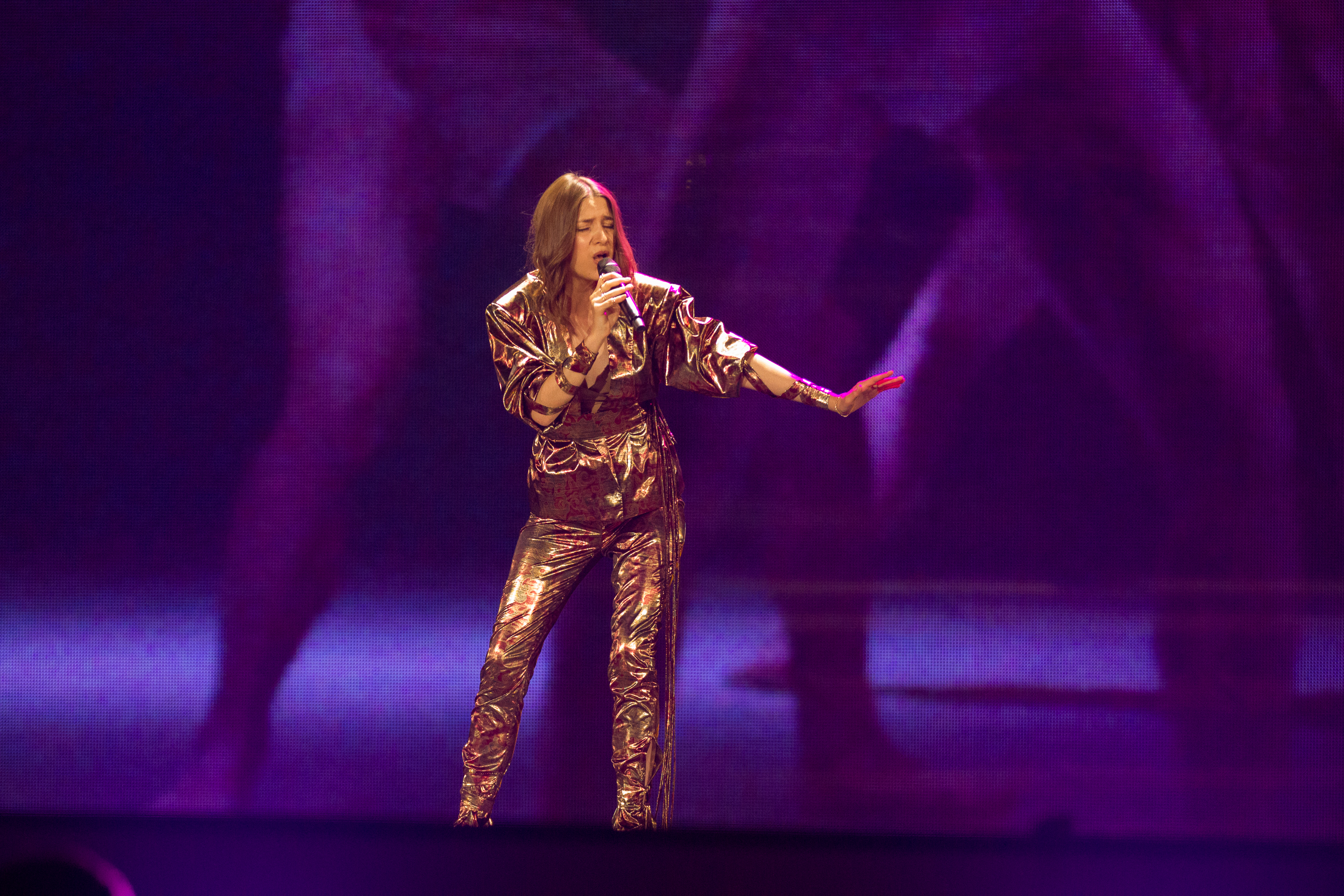
Martina Bárta à Kiev (2017)
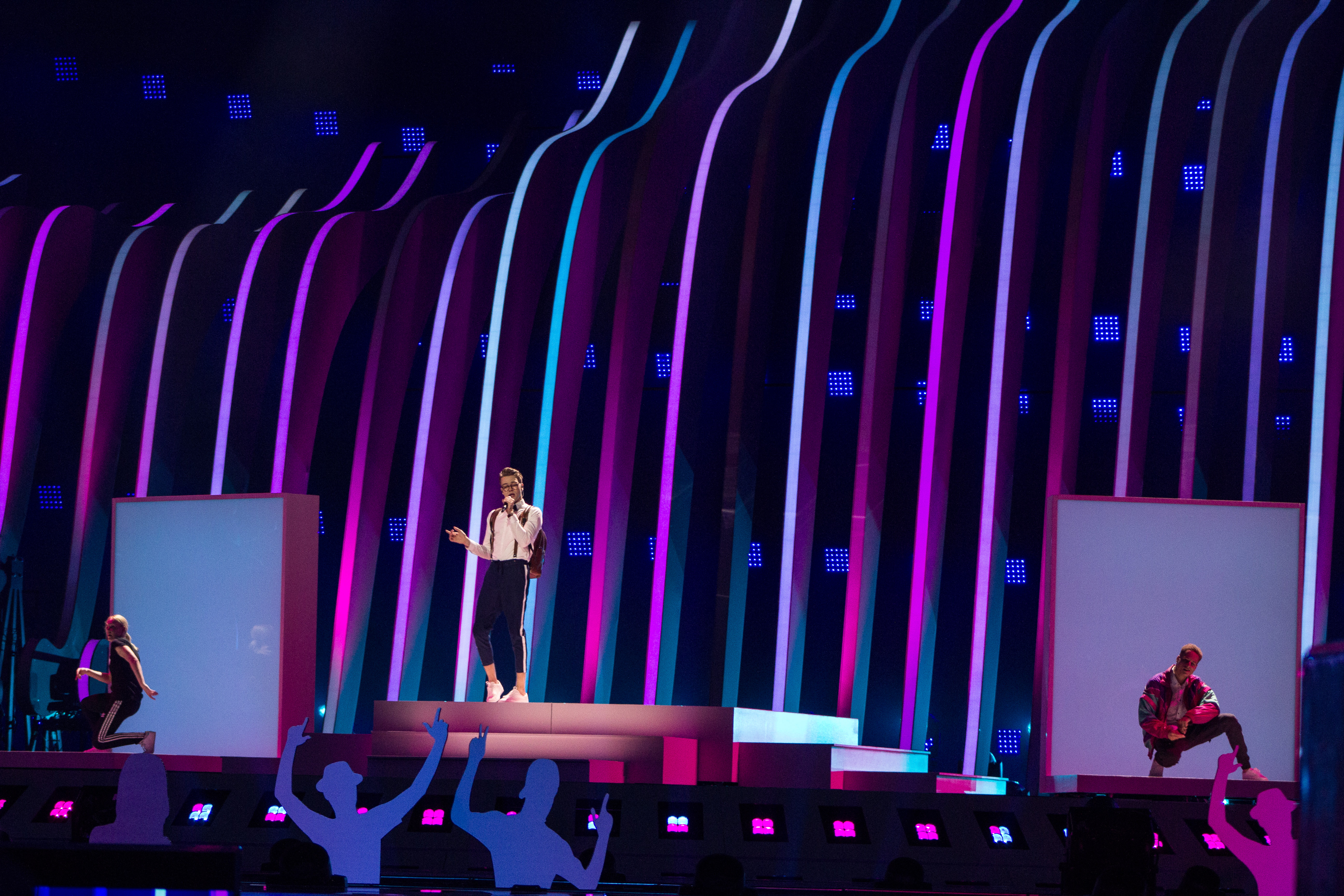
Mikolas Josef à Lisbonne (2018)
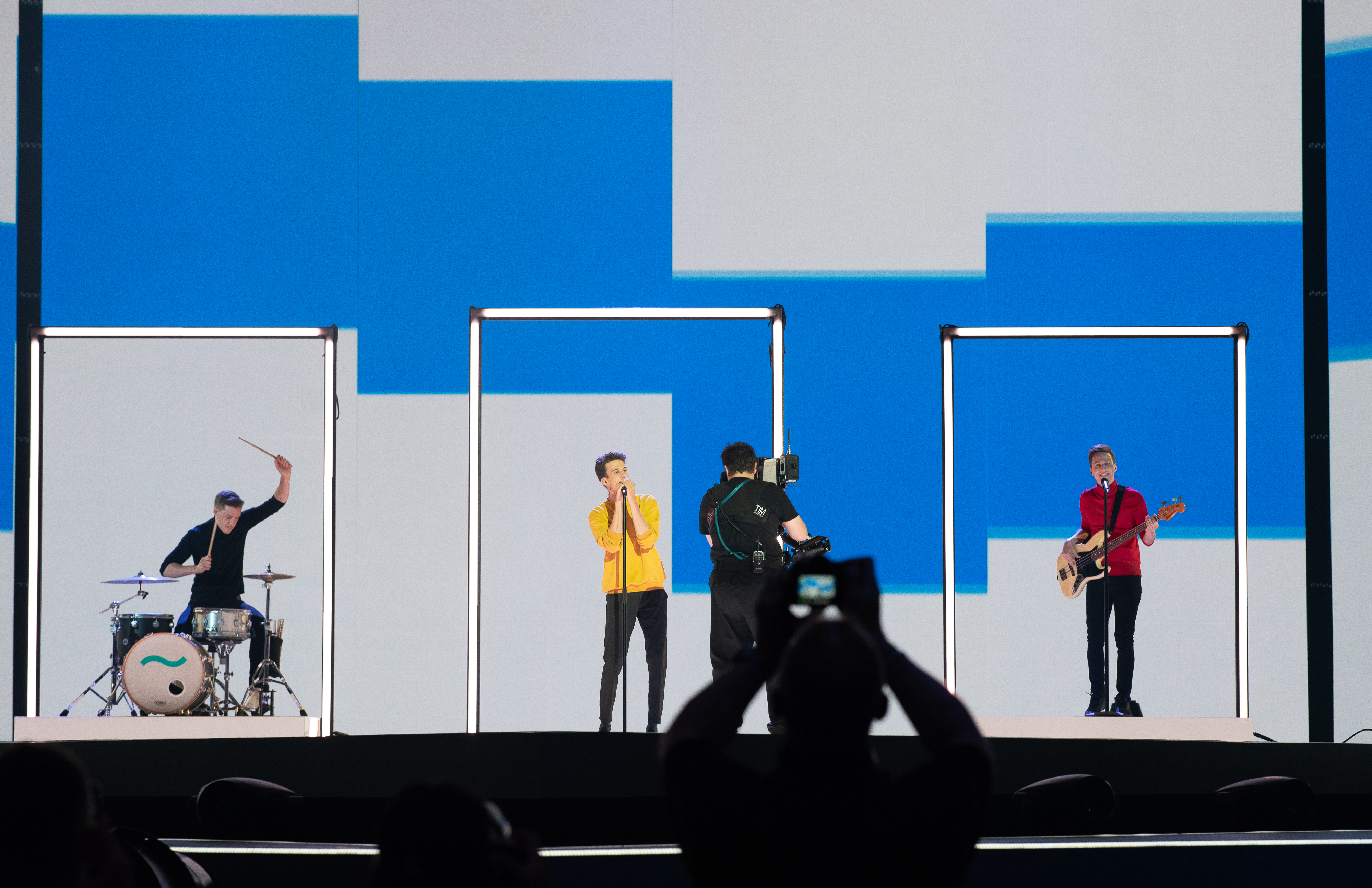
Lake Malawi à Tel Aviv (2019)
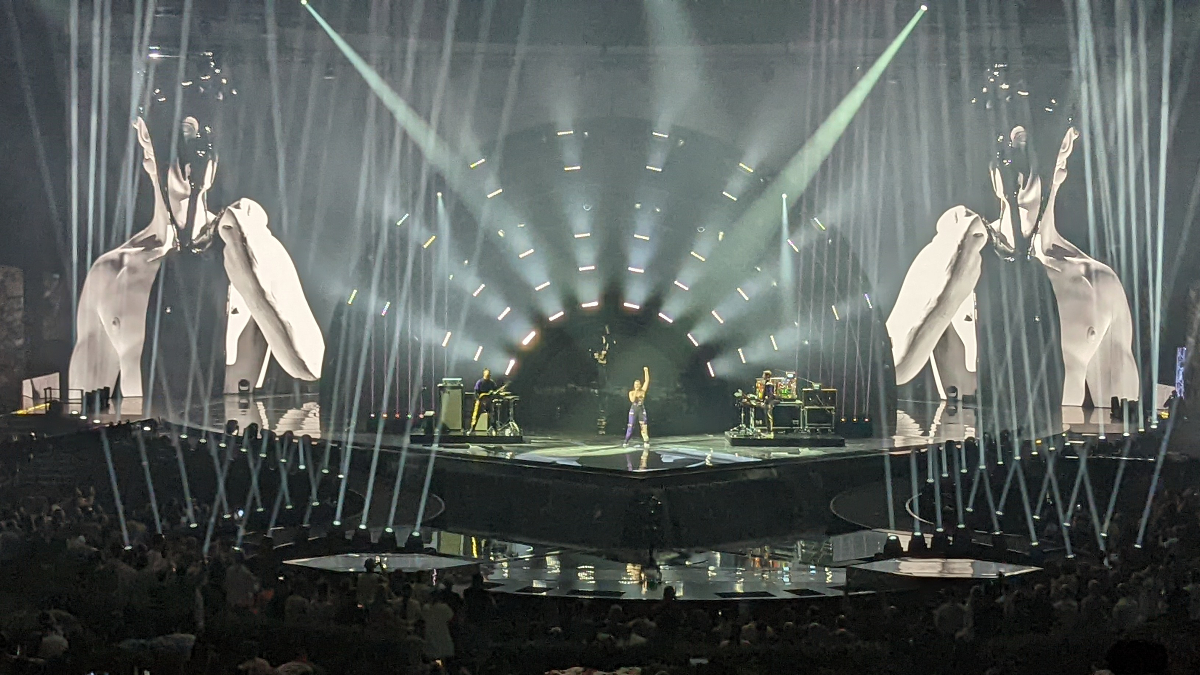
We Are Domi à Turin (2022)
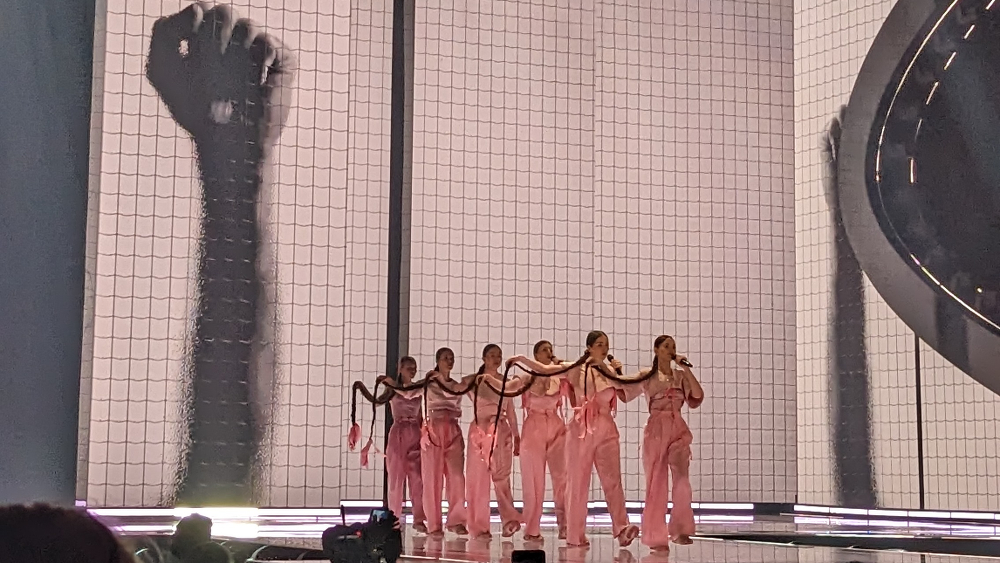
Vesna à Liverpool (2023)
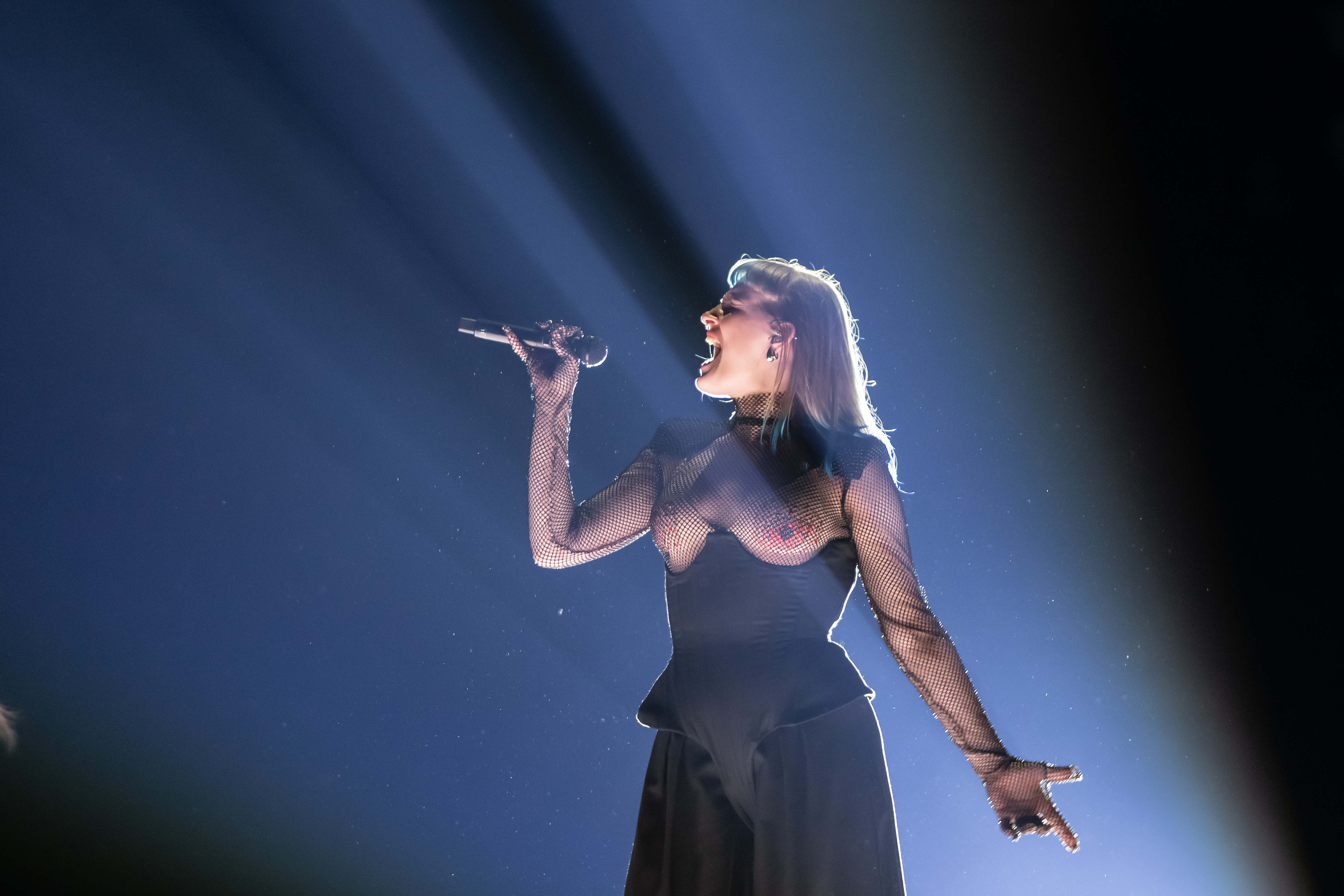
Aiko à Malmö (2024)
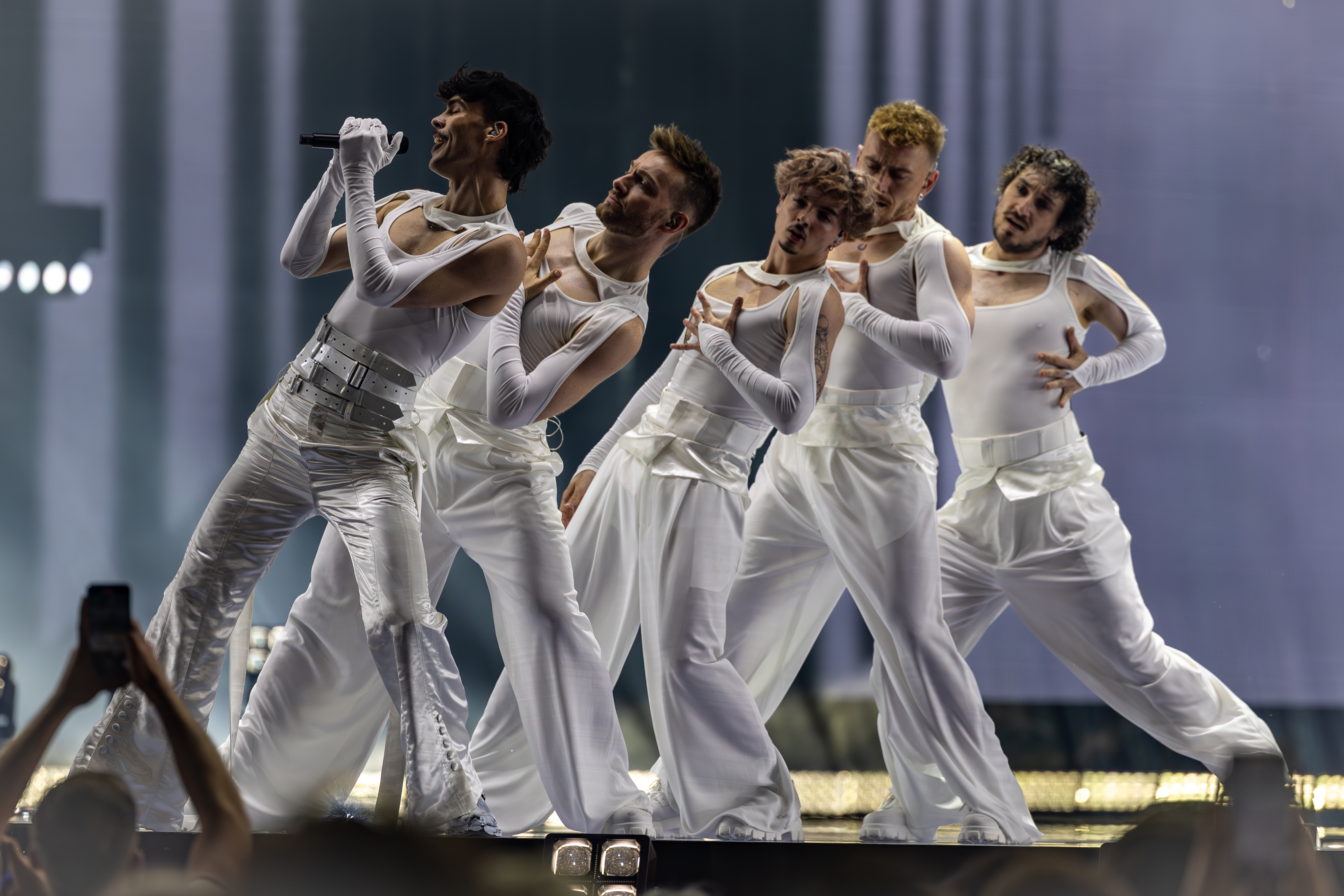
ADONXS à Bâle (2025)

## Commentateurs et porte-paroles
| Année                        | Commentateur(s)     | Porte-parole         |         |
| ---------------------------- | ------------------- | -------------------- | ------- |
| 2007                         | Kateřina Kristelová | Andrea Savane        |         |
| 2008                         | Kateřina Kristelová | Petra Šubrtová       |         |
| 2009                         | Jan Rejžek          | Petra Šubrtová       |         |
| 2010, 2011, 2012, 2013, 2014 | retrait             | retrait              | retrait |
| 2015                         | Aleš Háma           | Daniela Písařovicová |         |
| 2016                         | Libor Bouček        | Daniela Písařovicová |         |
| 2017                         | Libor Bouček        | Radka Rosická        |         |
| 2018                         | Libor Bouček        | Radka Rosická        |         |
| 2019                         | Libor Bouček        | Radka Rosická        |         |

## Historique de vote
Depuis 2007, la Tchéquie a attribué en finale le plus de points à :
| Rang | Pays        | Points |
| ---- | ----------- | ------ |
| 1    | Ukraine     | 142    |
| 2    | Suède       | 100    |
| 3    | Arménie     | 67     |
| 4    | Azerbaïdjan | 60     |
| 5    | Russie      | 58     |
| 6    | Israël      | 57     |
| 7    | Portugal    | 51     |
| 8    | Italie      | 40     |
| 9    | Moldavie    | 39     |
| 9    | Royaume-Uni | 39     |

Depuis 2007, la Tchéquie a reçu en finale le plus de points de :
| Rang | Pays     | Points |
| ---- | -------- | ------ |
| 1    | Islande  | 32     |
| 2    | Finlande | 30     |
| 3    | Croatie  | 29     |
| 3    | Slovénie | 29     |
| 5    | Autriche | 27     |
| 6    | Ukraine  | 24     |
| 7    | Hongrie  | 22     |
| 8    | Israël   | 21     |
| 9    | Espagne  | 20     |
| 9    | Norvège  | 20     |

### Douze points
Légende
 Vainqueur - La Tchéquie a donné 12 points à la chanson victorieuse / La Tchéquie a reçu 12 points et a gagné le concours.
 2e place - La Tchéquie a donné 12 points à la chanson arrivée à la seconde place / La Tchéquie a reçu 12 points et a terminé deuxième.
 3e place - La Tchéquie a donné 12 points à la chanson arrivée à la troisième place / La Tchéquie a reçu 12 points et a terminé troisième.
 Qualifiée - La Tchéquie a donné 12 points à une chanson parvenue à se qualifier pour la finale / La Tchéquie a reçu 12 points et s'est qualifiée pour la finale
 Non-qualifiée - La Tchéquie a donné 12 points à une chanson éliminée durant les demi-finales / La Tchéquie a reçu 12 points mais n'est pas parvenue à se qualifier pour la finale.
| Année         | Attribués   | Attribués   | Reçus                            | Reçus                                       |
| Année         | Finale      | Demi-Finale | Finale                           | Demi-Finale                                 |
| 2007          | Ukraine     | Serbie      | Non qualifiée                    | Aucun                                       |
| 2008          | Arménie     | Ukraine     | Non qualifiée                    | Aucun                                       |
| 2009          | Arménie     | Arménie     | Non qualifiée                    | Aucun                                       |
| 2015          | Azerbaïdjan | Suède       | Non qualifiée                    | Aucun                                       |
| 2016 Jury     | Suède       | Hongrie     | Aucun                            | Bosnie-Herzégovine Croatie                  |
| 2016 Télévote | Ukraine     | Arménie     | Aucun                            | Aucun                                       |
| 2017 Jury     | Portugal    | Australie   | Non qualifiée                    | Portugal                                    |
| 2017 Télévote | Bulgarie    | Azerbaïdjan | Non qualifiée                    | Aucun                                       |
| 2018 Jury     | Israël      | Israël      | Aucun                            | Aucun                                       |
| 2018 Télévote | Ukraine     | Israël      | Autriche Israël                  | Islande Israël                              |
| 2019 Jury     | Suède       | Slovénie    | Géorgie Hongrie Norvège Slovénie | Australie Estonie Géorgie Portugal Slovénie |
| 2019 Télévote | Russie      | Saint-Marin | Aucun                            | Islande                                     |
| 2021 Jury     | Portugal    | Portugal    | Non qualifiée                    | Aucun                                       |
| 2021 Télévote | Moldavie    | Moldavie    | Non qualifiée                    | Aucun                                       |
| 2022 Jury     | Royaume-Uni | Suède       | Aucun                            | Aucun                                       |
| 2022 Télévote | Ukraine     | Serbie      | Aucun                            | Aucun                                       |
| 2023 Jury     | Ukraine     | Pas de Jury | Suisse                           | Pas de Jury                                 |
| 2023 Télévote | Ukraine     | Israël      | Aucun                            | Finlande                                    |
| 2024 Jury     | Ukraine     | Pas de Jury | Non qualifiée                    | Pas de Jury                                 |
| 2024 Télévote | Ukraine     | Israël      | Non qualifiée                    | Aucun                                       |